# Roc Cremat
El Roc Cremat és una muntanya de 2.006 metres que es troba al municipi de Riu de Cerdanya, a la comarca de la Baixa Cerdanya.